# Zeudi Araya
Zeudi Araya (* 10. Februar 1951 in Dekemhare) ist eine eritreische Schauspielerin und Schönheitskönigin, die vor allem in Italien arbeitete.

## Leben
Araya ist die Tochter eines eritreischen Politikers und wurde als Nichte eines Diplomaten in Rom bei einem dortigen Besuch für einen Werbespot engagiert. Bereits 1969 war sie Miss Äthiopien geworden. Sie drehte im Anschluss daran etwa zehn Filme, etliche davon unter der Regie ihres Entdeckers, Luigi Scattini. Auf Titelbildern vieler Zeitschriften zu sehen, erschien sie im März 1974 in der italienischen Ausgabe des Playboy. Seit den frühen 1980er Jahren konzentrierte sich Araya, die mit Produzent Franco Cristaldi bis zu dessen Tod im Jahre 1992 verheiratet war, auf das Produzieren von Filmen.
Nach dem Tode ihres Mannes lebt sie mit Regisseur Massimo Spano zusammen, mit dem sie auch einen Sohn hat.

## Filmografie (Auswahl)
- 1971: La ragazza fuoristrada
- 1974: Il Corpo (Il corpo)
- 1976: Robinson jr. (Il signor Robinson, mostruosa storia d’amore e d’avventure)
- 1979: Leichen muss man feiern, wie sie fallen (Giallo napoletano)
- 1983: Duell der Besten (I paladini. Storia d’armi e d’amori)
- 1987: Control (Il giorno prima)